# Дешёвая, Александра Сергеевна
Александра Сергеевна Дешёвая (1906—1956) — советский учёный в области протравителей семян, лауреат Сталинской премии (1951).

## Биография
Работала в Научно-исследовательском институте по удобрениям и инсектофунгицидам имени профессора Я. В. Самойлова (НИУИФ).
В 1936—1948 годы в составе коллектива вела разработку методов синтеза и применения ртутных протравителей семян — гранозана, меркурана (хлорид этилртути) и др . (А. М. Несмеянов , Н. Н. Мельников , Э. И. Кан , Р. Х. Фрейдлина , А. В. Василевский , А. С. Дешевая , А. В. Скалозубова и др .). Эти протравители применялись в Советском союзе до конца 1980-х годов.
Проводила испытания действия протравителей на Долгопрудном опытном поле. Участвовала в разработке технологии их производства. 
Кандидат сельскохозяйственных наук. Соавтор нескольких изобретений.

## Признание
- Сталинская премия третьей степени (1951) — за разработку и внедрение в сельское хозяйство высокоэффективных ртутных протравителей.

Сочинения
- Органические инсектофунгициды и гербициды Выпуск 158 -> ПРОТРАВИТЕЛИ И ФУНГИЦИДЫ. Мельников, А. В. Скалозубова, А. С. Дешевая, Галоидопроизводные ароматических углеводородов как протравители семян злаков против головни
- Итоги работ НИУИФ в области протравителей и фунгисидов [Текст] ; А. С. Дешевая, канд. сель-хоз. наук. — 1944. — 4 с.
- Н. Н. Мельников, А. С. Дешевая , А. В. Скалозубова , Сборник «Органические инсектофунгициды» , Госхимиздат , 1955 . 244 с . с граф . 23 см .
- Мельников Н. Н. , Дешевая А. С. , Скалозубова А. В. Органические соединения ртути как протравители семян различных культур . В кн .: Органические инсектофунгициды . М. , 1955 , с . 188—201 .
- Канд. С.х. наук А. С. ДЕШЕВАЯ и канд . техн . наук В. И. Орлов. Ртутно — органические протравители Работы последнего десятилетия по изучению химических средств борьбы с болезнями семян различных культур (зерновых, овощных, технических). Доклады ВАСХНИЛ, 1946